# Consejo Militar Transitorio (2019)
El Consejo Militar Transitorio fue la junta militar que gobernó Sudán entre abril y agosto de 2019. Fue creado el 11 de abril de 2019 después del golpe de Estado, que derrocó ese mismo día al presidente Omar al-Bashir, y estuvo presidido por el teniente general Abdel Fattah Abdelrahman Burhan, inspector de las Fuerzas Armadas, después de que Ahmed Awad Ibn Auf renunciara como líder al día siguiente del golpe.
El líder suplente fue el comandante de las Fuerzas de Apoyo Rápido, teniente general Mohamed Hamdan "Hemeti" Dagalo. Las FAR es la organización sucesora de la milicia. Janjaweed.
El vocero del consejo fue el general de división Shams Ad-din Shanto. Algunos de los otros miembros del consejo fueron el general Galaledin Alsheikh, un ex-vicedirector de seguridad, el teniente general Al-Tayeb Babakr Ali Fadeel, quien lideró el orden público policial, y el teniente general Omar Zain al-Abidin, que dirigió el comité político de la junta. Los tres presentaron sus renuncias el 24 de abril.
El general de división Shanto, en una conferencia de prensa el 14 de abril, dijo que el consejo invitó a la oposición y los manifestantes para nombrar un gobierno civil (excepto los ministerios de Defensa e Interior) y un  primer ministro para liderar, lo que la junta mande.
El 20 de agosto de 2019, el Consejo Militar Transitorio fue reemplazado por el Consejo Soberano de Sudan.